# Bretten
Bretten este un oraș din landul Baden-Württemberg, Germania.

## Personalități marcante
- Philip Melanchthon (1497 - 1560]], teolog protestant german
- Alper Balaban, fotbalist